# Association d'athlétisme de la république populaire de Chine
L’Association d'athlétisme de la république populaire de Chine (en chinois 中华全国体育总会官方网站) est la fédération nationale d'athlétisme de la république populaire de Chine. Fondée en 1924, en république de Chine, elle a tardé à s'affilier à l'IAAF (1978) et donc à l'Association asiatique d'athlétisme. Elle organise tout le sport athlétique chinois sauf à Hong Kong, Macao et bien sûr à Taïwan (où siège la Chinese Taipei Track and Field Association). La fédération chinoise siège au 2, rue Tuyuguan à Pékin. Son président actuel est Duan Shijie.